# Mesnils-sur-Iton
Mesnils-sur-Iton [mɛnil syʁ itɔ̃] est une commune nouvelle française, constituée le 1er janvier 2016, située dans le département de l'Eure en région Normandie. Elle est issue du regroupement des communes de Condé-sur-Iton, Damville, Gouville, Manthelon, Le Roncenay-Authenay et Le Sacq élargit au 1er janvier 2019 par l'adjonction des trois autres communes de Buis-sur-Damville, Grandvilliers et Roman.
Au 1er janvier 2019, elle est intégrée en tant que commune déléguée au sein de la commune nouvelle (élargie) de Mesnils-sur-Iton.

## Géographie

### Localisation
- 1Carte dynamique
- 2Carte OpenStreetMap
- 3Carte topographique

### Communes limitrophes
| Nogent-le-Sec                                                                | | Sylvains-Lès-Moulins (comm. dél. de Villalet)             |
| Marbois (comm. dél. de Saint-Denis-du-Béhélan, des Essarts et de Chanteloup) | Mesnils-sur-Iton                                                                                          | Sylvains-Lès-Moulins (comm. dél. de Sylvains-les-Moulins) |
| Breteuil (comm. dél. de Breteuil)                                            | Sainte-Marie-d'Attez (comm. dél. de Saint-Nicolas-d'Attez, de Saint-Ouen-d'Attez et de Dame-Marie), Roman | Droisy                                                    |

### Hydrographie
La commune est située dans le bassin Seine-Normandie. Elle est drainée par l'Iton, l'Iton bras Force de Breteuil, des bras de l'Iton, le cours d'eau 01 du Mont Joli, le fossé 01 des Hazards, le fossé 01 du Moulin de Romain, l'Iton et divers autres petits cours d'eau,.
L'Iton, d'une longueur de 132 km, prend sa source dans la commune de Mahéru et se jette  dans l'Eure à Acquigny, après avoir traversé 39 communes.Les caractéristiques hydrologiques de l'Iton sont données par la station hydrologique située sur la commune de Mesnils-sur-Iton. Le débit moyen mensuel est de 1,34 m3/s. Le débit moyen journalier maximum est de 21,4 m3/s, atteint lors de la crue du 6 juin 2018. Le débit instantané maximal est quant à lui de 32 m3/s, atteint le même jour.
L'Iton Bras Force de Breteuil, d'une longueur de 14 km, prend sa source dans la commune de Bourth et se jette  dans l'Iton sur la commune, après avoir traversé quatre communes.

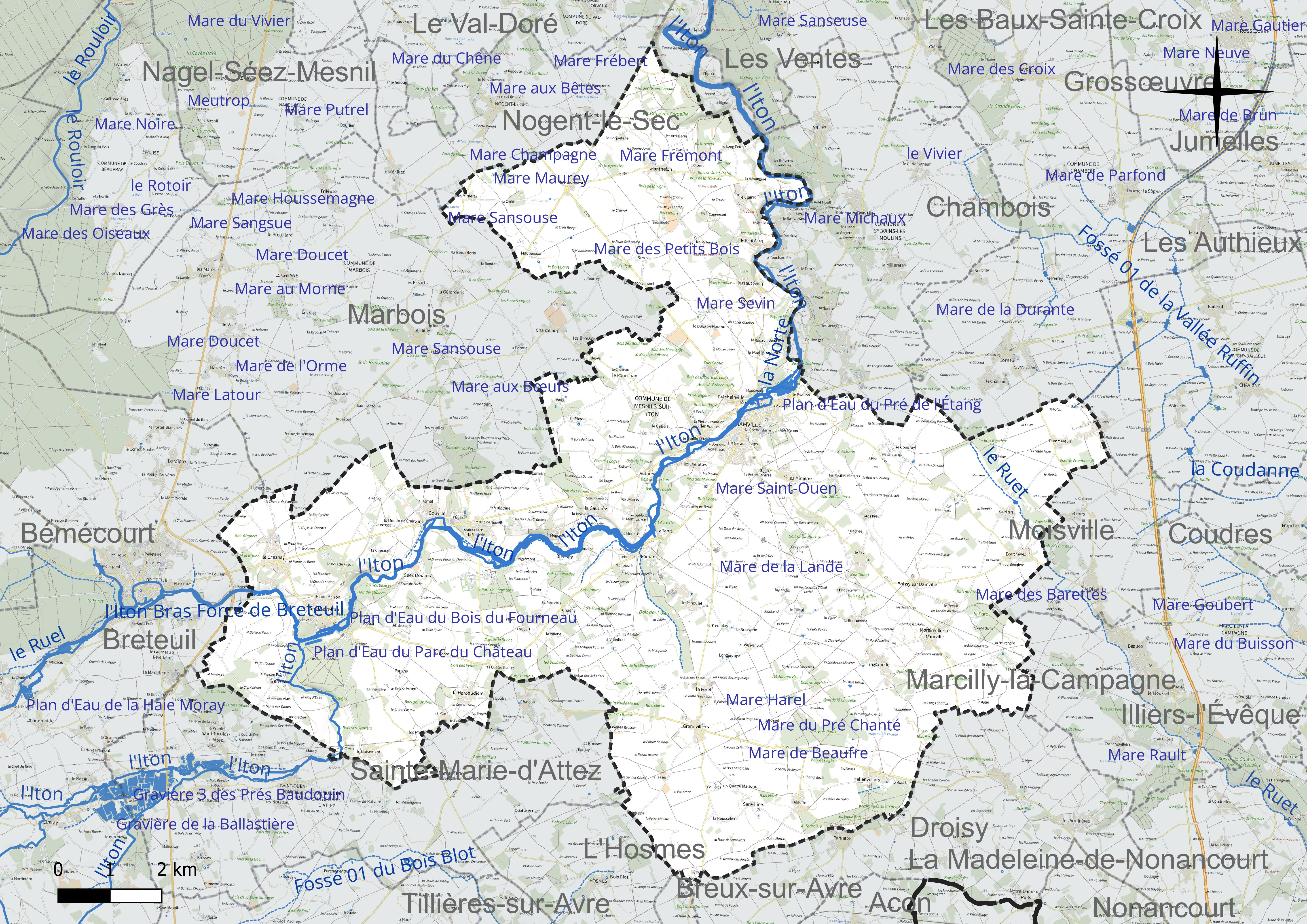
Réseau hydrographique de Mesnils-sur-Iton.

Divers plans d'eau complètent le réseau hydrographique : la mare aux BÅ“ufs, d'une superficie totale de 0 ha (0 ha sur la commune), la mare de Beaufre (0 ha), la mare de la Lande (0,1 ha), la mare des Petits Bois (0 ha), la mare du Pré Chanté (0 ha), la mare Frémont (0 ha), la mare Harel (0,1 ha), la mare Maurey (0,1 ha), la mare Saint-Ouen (0,1 ha), la mare Sansouse (0,1 ha), la mare Sevin (0 ha), le Miroir (0,5 ha), le plan d'eau du Bois du Fourneau (1,9 ha), le plan d'eau du Haut Mousseau (3,2 ha), le plan d'eau du Parc du Château (1,8 ha) et le plan d'eau du Pré de l'étang (3,4 ha),.

### Climat
Pour des articles plus généraux, voir Climat de la Normandie et Climat de l'Eure.
En 2010, le climat de la commune est de type climat océanique dégradé des plaines du Centre et du Nord, selon une étude du CNRS s'appuyant sur une série de données couvrant la période 1971-2000. En 2020, Météo-France publie une typologie des climats de la France métropolitaine dans laquelle la commune est exposée à un climat océanique et est dans la région climatique  Sud-ouest du bassin Parisien, caractérisée par une faible pluviométrie, notamment au printemps (120 à 150 mm) et un hiver froid (3,5 °C). Parallèlement le GIEC normand, un groupe régional d’experts sur le climat, différencie quant à lui, dans une étude de 2020, trois grands types de climats pour la région Normandie, nuancés à une échelle plus fine par les facteurs géographiques locaux. La commune est, selon ce zonage, exposée à un « climat des plateaux abrités », correspondant aux plaines agricoles de l’Eure, avec une pluviométrie beaucoup plus faible que dans la plaine de Caen en raison du double effet d’abri provoqué par les collines du Bocage normand et par celles qui s’étendent sur un axe du Pays d'Auge au Perche.
Pour la période 1971-2000, la température annuelle moyenne est de 10,4 °C, avec  une amplitude thermique annuelle de 14,2 °C. Le cumul annuel moyen de précipitations est de 633 mm, avec 10,7 jours de précipitations en janvier et 8,2 jours en juillet. Pour la période 1991-2020, la température moyenne annuelle observée sur la station météorologique la plus proche, située sur la commune de Breteuil à 12 km à vol d'oiseau, est de 11,1 °C et le cumul annuel moyen de précipitations est de 698,2 mm,. Pour l'avenir, les paramètres climatiques de la commune estimés pour 2050 selon différents scénarios d’émission de gaz à effet de serre sont consultables sur un site dédié publié par Météo-France en novembre 2022.

## Urbanisme

### Typologie
Au 1er janvier 2024, Mesnils-sur-Iton est catégorisée commune rurale à habitat dispersé, selon la nouvelle grille communale de densité à 7 niveaux définie par l'Insee en 2022.
Elle appartient à l'unité urbaine de Mesnils-sur-Iton, une unité urbaine monocommunale constituant une ville isolée,. Par ailleurs la commune fait partie de l'aire d'attraction d'Évreux, dont elle est une commune de la couronne,. Cette aire, qui regroupe 108 communes, est catégorisée dans les aires de 50 000 à moins de 200 000 habitants,.

## Toponymie
Mesnils-sur-Iton est un néo-toponyme, il est issu d'un regroupement de communes.
Mesnil  est un élément de toponyme très répandu au nord de la France, avec une particulière concentration dans l'ancien duché de Normandie. Il est issu du gallo-roman *MASIONILE, terme dérivé du bas latin, diminutif de mansio « demeure, habitation, maison ». Devenu en français médiéval maisnil, mesnil « maison avec terrain ».
L'Iton est une rivière française, dernier affluent de la rive gauche de l'Eure, et donc un sous-affluent de la Seine. Elle arrose notamment la ville d'Évreux.

## Histoire
Plusieurs communes émettent le souhait de se rassembler dans une commune nouvelle. Ce projet de création d'une commune nouvelle est approuvé par les conseils municipaux de six communes : Condé-sur-Iton, Damville, Gouville, Manthelon, Le Roncenay-Authenay et Le Sacq.
L'arrêté préfectoral du 23 novembre 2015 a officiellement créé la nouvelle commune pour une mise en place le 1er janvier 2016 et le siège est fixé à Damville.
Par un arrêté préfectoral du 20 novembre 2018, Buis-sur-Damville, Grandvilliers et Roman intègrent la commune nouvelle 1er janvier 2019.

## Politique et administration

### Liste des maires
| Période         | Période         | Identité          | Étiquette | Qualité |
| --------------- | --------------- | ----------------- | --------- | --- |
| 6 janvier 2016  | 11 janvier 2019 | Jean-Pascal Levée | DVD       | Professeur des écoles 4e vice-président de l'Interco Normandie Sud Eure Démissionnaire en novembre 2018                                  |
| 11 janvier 2019 | en cours        | Colette Bonnard   | DVD       | Secrétaire comptable retraitée Conseillère départementale du canton de Verneuil-sur-Avre (2015 → ) Maire déléguée de Manthelon (2016 → ) |

### Communes fondatrices
Fondée au 1er janvier 2016 à partir des six communes de Condé-sur-Iton, Damville, Gouville, Manthelon, Le Roncenay-Authenay et Le Sacq, Mesnils-sur-Iton s'élargit au 1er janvier 2019 par l'adjonction des trois autres communes de Buis-sur-Damville, Grandvilliers et Roman.
| Nom                     | Code Insee | Intercommunalité              | Superficie (km2) | Population (dernière pop. légale) | Densité (hab./km2) |
| ----------------------- | ---------- | ----------------------------- | ---------------- | --------------------------------- | ------------------ |
| Damville (Eure) (siège) | 27198      | Interco Normandie Sud Eure    | 11,74            | 2 016 (2013)                      | 172                |
| Condé-sur-Iton          | 27166      | Interco Normandie Sud Eure    | 19,58            | 897 (2013)                        | 46                 |
| Gouville                | 27293      | Interco Normandie Sud Eure    | 8,47             | 545 (2013)                        | 64                 |
| Manthelon               | 27387      | Interco Normandie Sud Eure    | 14,55            | 347 (2013)                        | 24                 |
| Le Roncenay-Authenay    | 27024      | Interco Normandie Sud Eure    | 8,79             | 379 (2013)                        | 43                 |
| Le Sacq                 | 27503      | Interco Normandie Sud Eure    | 4,48             | 299 (2013)                        | 67                 |
| Buis-sur-Damville       | 27416      | CC Interco Normandie Sud Eure | 24,56            | 988 (2014)                        | 40                 |
| Grandvilliers           | 27297      | CC Interco Normandie Sud Eure | 17,66            | 342 (2014)                        | 19                 |
| Roman                   | 27491      | CC Interco Normandie Sud Eure | 15,20            | 279 (2014)                        | 18                 |

## Population et société
L'évolution du nombre d'habitants est connue à travers les recensements de la population effectués dans la commune depuis sa création.

En 2022, la commune comptait 6 142 habitants, en évolution de +36,31 % par rapport à 2016 (Eure : −0,25 %, France hors Mayotte : +2,11 %).
| 2014  | 2015  | 2016  | 2021  | 2022  |
| ----- | ----- | ----- | ----- | ----- |
| 4 462 | 4 483 | 4 506 | 6 145 | 6 142 |

## Culture locale et patrimoine

### Lieux et monuments
- Église Sainte-Radegonde de Morainville

### Patrimoine naturel

#### Site classé
- Le château et le parc de Chambray  Site classé (1972)[32].